# 左权
左权（1905年3月15日—1942年5月25日），原名左纪传，字孳麟，号叔仁，湖南醴陵人。中国共产党军事将领。
左权毕业于黄埔军校第一期，1925年加入中国共产党，后到莫斯科中山大学和伏龙芝军事学院学习。回国后，担任红一军团参谋长，参加长征。1936年，他担任红一军团代理军团长。抗日战争爆发后，他担任八路军副参谋长，同彭德怀指挥了百团大战。1942年5月，日军对太行八路军发动扫荡，左权指挥部队掩护中共中央北方局和八路军总部等机关突围转移时阵亡。左权也是中国共产党在抗日战场上牺牲的最高指挥员。

## 生平

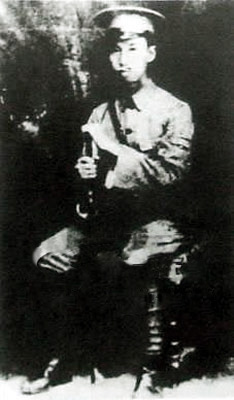
黄埔军校时的左权

### 早年投身革命
1905年3月12日，左权出生于湖南醴陵平侨乡黄茅岭的一个贫民家庭。左权8岁入私塾读书，后入小学，中间几次辍学。17岁考入县立中学。在县中读书时，与蔡申熙、宋时轮等组织“社会问题研究社”:20。1923年12月，左权奔赴广州；次年3月，考入廣州大本營陸軍講武學校，同年11月转入黄埔军校，编为第1期第6队，并参加“中国青年军人联合会”。
1925年1月，经陈赓、周逸群介绍加入中国共产党:438。同年2月，左权任党军教导团排、连长，参加国民革命军第一次东征。6月回师广州后，左权又参加了平定杨希闵、刘震寰的作战。7月，在程潜攻鄂军卫队任连长，参加国民革命军第二次东征。同年，被中共党组织派往苏联留学，入莫斯科中山大学学习。1927年9月，入伏龙芝军事学院，时逢苏联肃反，左权被批评“行为不检”，受到党内警告处分:74。

### 第一次国共内战时期
1930年6月，左权毕业回国到上海。9月，经厦门、龙岩进入闽西苏区，任红军军官学校第1分校教育长。12月初，任新红十二军軍長:88。1931年初，任红一方面军总司令部作战参谋，6月升为参谋处长。12月，受中央军委派遣前往宁都附近的固村圩，协同王稼祥、刘伯坚等筹划国民革命军第二十六路军倒戈事宜；该路军成功倒戈后，左权任红五军团第十五军政委。
1932年3月，与军长黄中岳率部参加赣州战役，掩护主力红军撤退。不久，红十五军编入东路军，左权奉命率部东进，参加漳州战役。5月，担任红十五军军长兼政委；不久后，在肃反运动中，有人告发称左权收藏了“托陈取消派”的文件:120；左权因而被撤职，受到留党察看半年的处分，随后调至红军学校任教官。在担任教官期间，先后翻译了《苏联国内战争中之红军》《苏联红军中党的工作原则》等文章，以配合教学工作。
1933年1月，调任总参谋部第一局作战参谋，参加中央苏区第四次反围剿战争。5月，升任军委总司令部第一局副局长；同年9月，调任粤赣军区司令员:129。1933年12月，左权调任红一军团参谋长，参加第五次反围剿战争。1934年8月，左权协助林彪、聂荣臻指挥温坊战斗，采用运动战，毙伤国军2000余人，俘2400余人。
1934年10月，因为反围剿作战失败，左权跟随红军主力长征，参加指挥湘江战役，掩护中央机关和后续部队顺利渡过湘江。1935年1月，参与指挥红一军团攻占遵义。接着又参加指挥红一军团四渡赤水，抢占娄山关等战斗。5月，参与指挥强渡大渡河的作战:168-172。同年10月，率部到达陕西吴起镇。同年11月，他率部参加直罗镇战役。1936年2月，他与林彪、聂荣臻率红一军团渡过黄河，进攻山西阎锡山等部，歼灭国军约7个团，俘4000余人。同年5月，由于林彪调任红军大学校长，左权代理红一军团军团长，率领部队参加西征战役；11月，率部参加山城堡战役。1937年2月，任红军前敌总指挥部参谋长:208。

### 抗日战争时期

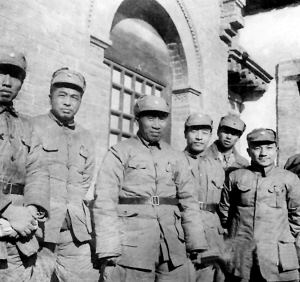
1938年，山西洪洞县马牧村八路军总部合影，自左起分别为左权、彭德怀、朱德、彭雪枫、萧克、邓小平

1937年7月，七七事变爆发后，第二次国共合作开始。同年8月，中国工农红军主力改编为八路军，左权任副参谋长，进入华北作战。9月，他协助朱德、彭德怀部署平型关战役和八路军配合忻口战役等行动。1938年初，率八路军总部特务团二营在安泽阻击日军进攻。其后，参与指挥东路军各部粉碎日军的九路围攻，消灭日军4000余人，收复县城18座。同年12月，任八路军前方指挥部参谋长，加强司令部工作建设。1939年7月，指挥八路军总部机关直属队强渡漳河，粉碎日军的第二次九路围攻。随后，他选址在山西省黎城县西北部赤峪西端的黄崖洞建军工厂，后成为八路军在抗战期间重要的兵工厂:296。
1940年2月，兼任八路军第二纵队司令员，率部进攻国军朱怀冰部:312。同年8月，与彭德怀等八路軍領導人一同指挥针对日本军队的百团大战，突破日軍“囚籠政策”，取得巨大战果。1941年11月，日军向黄崖洞兵工厂进攻，左权直接指挥总部特务团在黄崖洞展开保卫战，八路军最终取得胜利。
1942年5月23日，日军集中两万人向太行山区发动大扫荡，包围了八路军前总驻地麻田。5月25日清晨，突围中的八路军总部机关被日军发现，副总司令彭德怀、副参谋长左权、政治部主任罗瑞卿、后勤部长杨立三，作战科长王政柱等分三路突围。左权带领其中一路，登上十字岭山准备突围。:419。因当时左权率领的突围队伍大多是机关与北方局党校的非战斗人员，所以防炮动作缓慢。左权在指挥该队伍行进时未能及时躲避日军炮弹，头部中弹而身亡。

## 纪念与评价

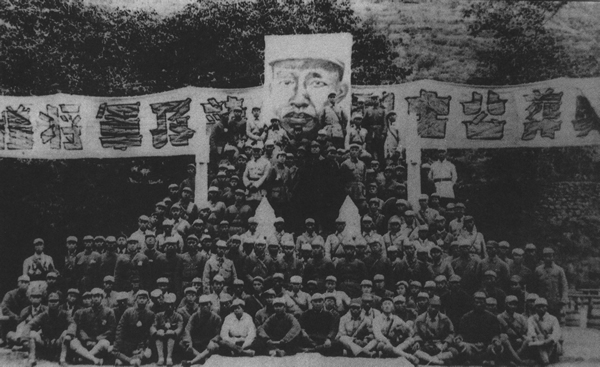
1942年，八路军总部为左权举行追悼大会

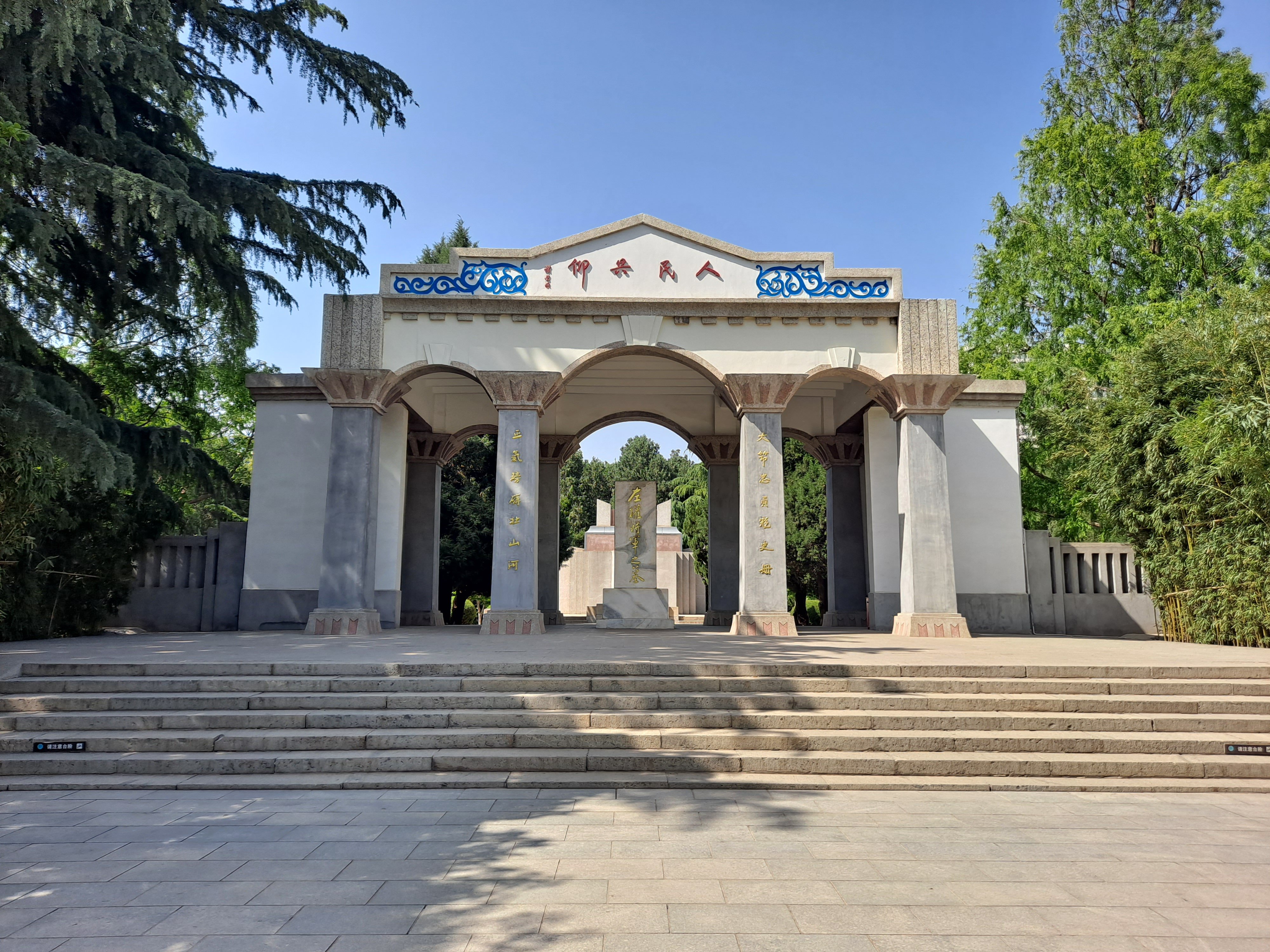
晋冀鲁豫烈士陵园左权墓

彭德懷在《左權同志碑誌》中寫道：“壯志未成，遺恨太行。露冷風淒，慟失全民優秀之指揮。”他本人也成为八路军在抗日战争中阵亡的最高级别指挥官。著有《論堅持華北抗戰》《埋伏戰術》《襲擊戰術》《論軍事思想的原理》等軍事論著。毛泽东在抗日战争时期中的《左权军事文选》里说：“左权他吃的洋面包都消化了，这个人硬是个‘两杆子’都硬的将才。”周恩来称左权“足以为党之模范”，朱德赞誉他是“中国军事界不可多得的人才”。
|                                                      | 名将以身殉国家，愿拼热血卫吾华。太行浩气传千古，留得清漳吐血花。 |
| ——朱德《吊左权同志在太行山与日寇作战战死于清漳河畔》 |                                                                  |

左权去世后，刘志兰多次要求中共中央取消左权的留党察看处分，一直到1982年，中共中央终于写出书面文件，对左权予以平反、取消处分。1942年9月8日，晋冀鲁豫边区政府将辽县改为左权县。1950年，左权从涉县晋冀鲁豫抗日殉国烈士公墓迁葬至邯郸晋冀鲁豫烈士陵园。中華民國國防部在2014年12月25日，公布以纪念抗战胜利七十周年为主题的2015年“勇士国魂”月历。有别以往，这份月历将八路军左权列国军抗战牺牲将领名单内。中華民國國防部称，不必刻意抹煞共军在抗战中的表现，把八路军“唯一阵亡”的将领左权，也将其列入牺牲将领名单内。

## 著作
- 《左权将军家书》，解放军出版社 / 2002-05
- 《左权军事文选》，2005年军事科学出版社

## 家庭
1939年4月16日，经朱德介绍，左权与北平来的女大学生刘志兰（1917-1992）结婚:300-301。左权与刘志兰育有一女左太北（1940-2019），曾任中国航空工业总公司计划司副司长。